# Мужики (повесть)
«Мужики» ― незавершённая повесть Антона Павловича Чехова, действие которой происходит в русской крестьянской среде.

## Публикации
Новелла была впервые опубликована в апреле 1897 года в издании «Русская мысль».
С небольшими изменениями и некоторыми дополнениями к главе IX, повесть вышла отдельным изданием: впервые через издательство Алексея Суворина, потом ― как часть книги под названием «1. Мужики. 2. Моя жизнь».
С дальнейшими незначительными правками, Чехов включил произведение в девятый том собрания своих сочинений, опубликованных издательством Адольфа Маркса в 1899―1901 гг.

## Предыстория
Сюжетная линия повести основана на жизненном опыте писателя, который пять лет жил в своём имении в Мелихово. В письме от 2 апреля 1897 года Чехов сообщал своему брату Александру: «в апрельском выпуске „Русской мысли“ появится повесть, где я описываю пожар, вспыхнувшей в Мелихово, когда вы тут побывали в 1895 году». Чехов заканчивал рассказ во время всероссийской переписи населения, в организации которой он принимал активное участие, будучи в Мелихово.
Первое упоминание о «Мужиках» восходит к 1 января 1897 года, когда Чехов написал Елене Шавровой, находясь Мелихово: «я занят по горло: пишу и зачеркиваю, пишу и снова зачеркиваю…» Когда именно он начал работать над повестью ― точно неизвестно, но в конце февраля 1897 года она уже была закончена. 1 марта он написал Алексею Суворину: «Я написал повесть из мужицкой жизни, но говорят, что она не цензурна и что придется сократить ее наполовину». Рассказ был отправлен в «Русскую мысль» в середине марта, между 15 и 18 числами, как следует из содержания двух писем Чехова к Виктору Гольцеву.

## Проблемы с цензурой

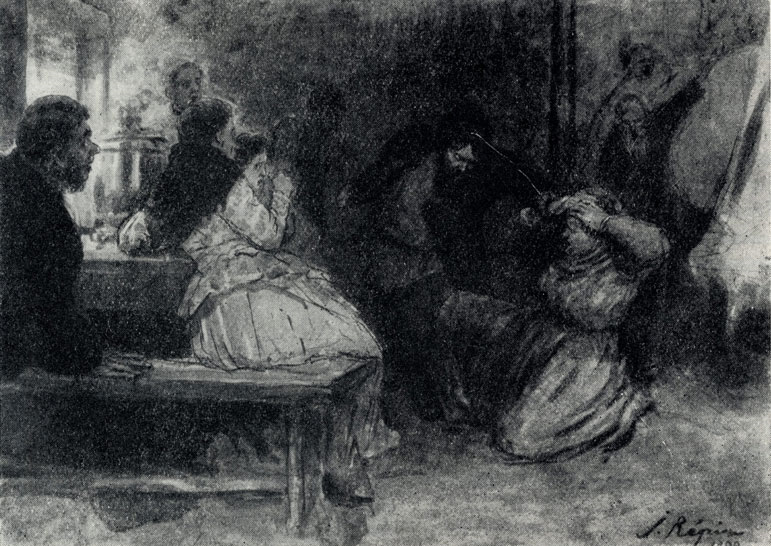
Иллюстрация русского художника Ильи Репина к французскому изданию, 1899

Ко второму апреля выпуск «Русской мысли», который уже был отправлен в печать, был представлен цензору С. И. Соколову. В своём докладе он писал:
«В первой половине апрельской книжки „Русской мысли“ в цензурном отношении особенного внимания заслуживает статья А. П. Чехова „Мужики“. В ней слишком мрачными красками описывается положение крестьян, проживающих в деревнях. В течение лета они, не зная отдыха, работают с утра до поздней ночи с своими семьями, а между тем хлеба не заготовляют для своих семей и на половину года. Питаясь, поэтому, впроголодь, они тем не менее почти все поголовно пьянствуют. На пьянство они не жалеют ничего, даже одежды своей. Пьяные, они зверски обращаются с своими женами и, уродуя их всячески, всегда считают себя безнаказанными. И без того беспомощных, их особенно тяготят подати, которые всею тяжестью ложатся на семейства крестьян. В чем же кроются причины такого печального положения крестьян, или вернее, их семейств? В невежестве. В бога большая часть мужиков, будто, не верит и к религии относится слепо. Крестьяне жаждут света и знания, но не могут сами по себе найти его, потому что грамоте из них редкие обучены. Большинство же будто и понятия о ней не имеют».
Цензор пришел к выводу о том, что, по мнению автора, крестьянам сейчас приходится гораздо хуже, чем когда они были крепостными, ибо в те времена «их хоть досыта кормили. А теперь их только обирают и секут.» Второй доклад, который Соколов отправил в Московский цензурный комитет, содержал те же самые выводы. В результате этого вся 123-я страница (содержащая часть главы IX) была изъята из апрельского номера журнала.
В том же году, правда, Суворину удалось опубликовать повесть отдельным изданием с той же главой, восстановленной Чеховым, пусть и слегка переделанной.
Позже, французский переводчик Чехова Денис Руше попросил автора предоставить полную версию повести без купюр. Чехов написал письмо Фёдору Батюшкову: «Руше просит меня прислать ему те фрагменты, которые были вырезаны цензурой. Но таких сокращений не было. Там была одна глава, которая не пробилась ни в журнал, ни в книгу. Но нет никакой необходимости отправлять её в Париж». Эта глава впоследствии так никогда и не была найдена исследователями.
Повесть была опубликована на французском языке в сентябре 1897 года в двухнедельном издании Quinzaine. В 1901 году она вышла отдельным изданием в Париже с иллюстрациями Ильи Репина. Последний представил оригинальные рисунки Чехову, который 10 апреля 1901 года подарил их Таганрогской городской библиотеке.

## Отзывы критиков

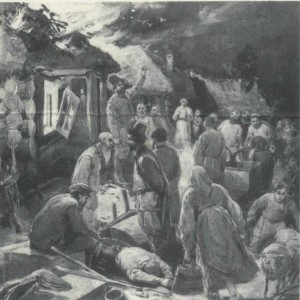
Александр Апсит, иллюстрация к повести, 1903

Русские историки литературы отзываются о произведении, с его огромными и жёстко реалистичными панорамами жизни русской сельской общины, как об одном из главных событий в русской литературе 1890-х годов.
«Прочел Ваших „Мужиков“. Восторг что такое! Читал на ночь, в один засос и потом долго не мог заснуть», ― писал Николай Лейкин Чехову 29 апреля 1897 года.
В мае 1897 года актёр и драматург Александр Южин также писал Чехову: «…твои „Мужики“ — величайшее произведение в целом мире за многие последние годы, по крайней мере для русского человека»… Удивительно высок и целен твой талант в «Мужиках». Ни одной слезливой, ни одной тенденциозной ноты. И везде несравненный трагизм правды, неотразимая сила стихийного, шекспировского рисунка; точно ты не писатель, а сама природа. Получил Чехов письмо и от Владимира Немировича-Данченко: «Читал с огромным напряжением „Мужиков“. Судя по отзывам со всех концов, ты давно не имел такого успеха».
Похвалы, однако, было далеко не единодушными. Лев Толстой, который чувствовал большую привязанность к Чехову как к писателю, но, как правило, идеализировавший патриархальную основу русской сельской общины, почувствовал себя глубоко оскорблённым. Виктор Миролюбов в своих дневниках цитировал Толстого, который сказал: «его Мужики — это грех против народа, он не знает русского человека». В 1898 году Чехов стал членом Союза взаимопомощи русских писателей, но провалился на стадии голосования из-за враждебной реакции на «Мужиков», как следует из слов Алексея Суворина, который написал заметку в своём дневнике об этом инциденте в апреле 1898 года. Резко отрицательные отзывы были опубликованы в издании «Новости и биржевая газета» (1897 г. № 118, 1 мая, Скриба), «Санкт-Петербургские ведомости» (1897 г. № 114, 29 апреля, Н. Ладожский) и «Московские ведомости» (1897 г. № 114, 29 апреля, К. Медведский).
Тем не менее повесть стала крупным литературным событием конца 1890-х годов. Анонимный рецензент журнала «Северный вестник» (№ 6, 1897) отметил, что успех рассказа Чехова напоминает те времена, когда появлялся новый роман Тургенева или Достоевского.
Крупные журналы и газеты опубликовали рецензии на повесть, хотя, по словам биографа Родионова, большинство из них были поверхностны и ориентированы главным образом на пересказ сюжета.
Повесть вдохновила начало жаркой дискуссии между Петром Струве, писавшим в «Новое время», и Николаем Михайловским («Русское богатство»). Струве восхвалял Чехова за то, что он воспринял как «осуждение жалкого морализаторства народников». Михайловский критиковал Чехова за то, что тот уделял слишком много внимания деталям и мало заботился о «чётких идеологических точках зрения.»

## Персонажи
- Николай Осипович Чикильдеев, лакей московской гостиницы «Славянский Базар», в Москве с 11 лет, возвращается в деревню к родителям из-за болезни.
- Ольга Абрамовна Чикильдеева, жена Николая.
- Саша (Александра Николаевна Чикильдеева), девочка десяти лет, дочь Чикильдеева
- Осип Чикильдеев, отец Николая.
- Мария Чикильдеева, невестка Николая, жена Кирьяка, имеет шестерых детей.
- Кирьяк Осипович Чикильдеев, брат Николая.
- Фёкла Чикильдеева, жена брата Дениса, ушедшего в солдаты, имеет двоих детей.
- Денис Осипович Чикильдеев, брат Николая. Денис в повести не появляется (служит в солдатах где-то далеко), появляется только пьяница Кирьяк.

## Сюжет
Повесть написана в девяти главах, неоконченными были десятая и одиннадцатая глава. Действие повести происходит в деревне Жуково. Повесть начинается тем, что Николай Чикильдеев, лакей московской гостиницы «Славянский Базар», возвращается в родную деревню Жуково с женой Ольгой и дочерью Сашей. У него тяжелая болезнь, кроме того, закончились деньги на лечение, поэтому он больше не может позволить себе жить в городе. Николай надеется найти прибежище в деревне у своих родителей.
Раньше дом его родителей был светел и чист, когда же он приехал в деревню, то увидел там грязь да темень. Понимают это Николай и его жена Ольга. Когда Николай вошел в дом, то там никого не было, кроме маленькой девчонки. К вечеру вернулись отец и мать Николая, невестки, Марья и Фекла, работавшие у помещика. У Марьи, жены брата Кирьяка, было шестеро детей, у Феклы, жены брата Дениса, ушедшего в солдаты было двое. Кирьяк жил в лесу сторожах, однако в этот вечер он также пришел в дом и позвал жену. С размаху он бьет её, да так, что та в крови падает на пол. Дети заплакали, а он обернулся на брата и, извинившись, сел пить чай. Вечером все улеглись спать.
Утром Ольга пошла в церковь и взяла с собою Марью. Марья же, загнанная своим мужем, всего боится, и когда дьячки повышают голос, ей чудится голос Кирьяка и она вздрагивает.
В деревне народ узнал о приезде гостей, и после обедни в избу пришло много народа. Люди, глядя на ноги Николая, одетые в валенки, жалеют его, ласкают Сашу, которая с заплетенной ленточкой в волосах отличается от местных девочек. В этот день никто не идет в поле, все остаются дома.
Постоянно ворчащая мать Николая, следит чтобы никто не съел лишнего куска, ей постоянно кажется, что трактирщицкие гуси лезут в огород и едят её капусту. Она все время бранит мужа, обзывая его лежебокой. Целый день в доме и во дворе слышны крики и ругань.
Николай с Ольгой расстроены, им горько и стыдно. Проходит несколько дней, старуха отправляет Сашу стеречь на огороде капусту и не велит отвлекаться. Однако девочка, увидев сестру Мотьку, убегает к ней. Гуси, тем временем, поедают капусту. Бабушка ловит девочек и сечет их розгами. Николай сердится на мать, ведь он ни разу не позволял себе ударить дочь. Вечером бабка целый час сосала размоченные ржаные корки, и, пока носила в погреб кувшины с молоком, Мотька плеснула молоко из блюдца в чашку с корками, и вместе с Сашей им было приятно смотреть, что бабка «оскоромилась и теперь уж наверное пойдет в ад».
Однажды на Успенье вечером в деревне произошел пожар. Загорелась крайняя изба с соломенной крышей. Причиной пожара стало попадание в солому искры от самовара. При виде пожара Ольга сказала, что такое в Москве случается почти каждый день.
В доме Чикильдеевых происходят постоянные скандалы. Мария плачет, ей хочется умереть, а Фёкле, кажется, нравится вся эта нищета и грязь, она любит ругаться и драться. Она ударила и Ольгу, назвав её дармоедкой. Вечером в избу пришел повар генерала Жукова, который за едой стал вспоминать и рассказывать разные истории. Позднее вернулась Фекла, пошедшая на реку мыть белье, совершенно нагая: с ее слов «На той стороне озорники раздели, пустили так».
Зимой Николай скончался. Домочадцы продолжают жить впроголодь. Кирьяк, живший теперь со всеми в доме, постоянно буянил, наводил на всех ужас, по утрам мучился от головной боли. Весной Ольга забрала Сашу и они с котомками за спиной и в лаптях ушли в Москву с надеждой найти там работу. Никто из родственников мужа не противился их уходу — чем меньше ртов, тем лучше. Чем дальше женщины удалялись от деревни, тем им становилось легче. Постепенно они забывали о мужиках и деревне. Днём Ольга и Саша пришли в большое село, где стали просить милостыню.
10я и 11я главы, известные по черновому автографу писателя, повествуют кратко о проживании Саши в комнате с сестрой Ольги, Клавдией Абрамовной, зарабатывающей «приёмом гостей». На этаже обитает также «старик лакей Иван Макарыч Матвеичев, уроженец Жукова, тот самый, который когда-то определял Николая на место».